# Taphrina lutescens
Taphrina lutescens är en svampart som tillhör divisionen sporsäcksvampar, och som beskrevs av Emil Rostrup. Taphrina lutescens ingår i släktet Taphrina, och familjen häxkvastsvampar. Arten har ej påträffats i Sverige.